# YKJ
YKJ（ワイケージェー）は日本の2人組J-POPバンド。ACO/STICK (ACO=Acoustic Guitar, STICK=Drum Stick)と名付けたアコースティックギター＋ドラムスの編成で、埼玉県川口市・蕨市を拠点に活動している。

## メンバー
若生ヤスジ（わこうヤスジ）
ボーカル＆アコースティックギター担当。バンドの全楽曲の作詞作曲を行っている。
小学6年生からギターでオリジナル曲の作成を始めた。
北海道生まれ、埼玉県北本市育ち。4月3日生、血液型不明。
シュウゴ
ドラムス＆コーラス担当。CD、DVD、グッズのデザインや映像編集等も手掛ける。
YKJと平行してキャラメルパンチ、GAKU-MC他、様々なアーティストのレコーディングやライブにサポート参加している。
新潟県生まれ、埼玉県蕨市育ち。10月28日生、血液型AB型。

## 主なサポートメンバー
- 吹野クワガタ（ふきのクワガタ） ピアノ・キーボード担当。
- タンクボール ベース担当。キャラメルパンチ所属
- 高嶋優（たかしまゆう） ベース担当。Rouse Garden所属
- ヤノアツシ ベース担当。
- 山口茜（やまぐちあかね） ピアノ・キーボード担当。Quint所属

## 来歴
ヤスジが中学時代に、同級生らとYKJを結成。埼玉県立蕨高校でヤスジと出会ったシュウゴが、高校卒業後にドラマーとして加入した。
- 2004年3月31日、ライブハウス 大宮Hearts（現 西川口Hearts）初出演。同日にシングルCD『小さなアクマ』発売、4人組バンドとして本格活動開始。同時期より、川口駅前を中心に関東各地で路上ライブ開始。1stシングルは、1年半で3,000枚をほぼ手売りのみで完売した[4]。
- 2005年
  - 1月、ヤスジ（ボーカル＆ギター）、シュウゴ（ドラム＆コーラス）、カズ（ベース＆コーラス）の3ピースバンドとして活動開始。
  - 3月19日、初ワンマンライブ『Only!!YKJ&You～YKJ初のワンマンライブ～』を渋谷O-WESTで開催[5]。
  - 9月22日、原宿ASTRO HALLにてワンマンライブ『Over the Dream～さらなる飛躍～』開催[6]。同日にシングルCD『待ち人』発売。
- 2006年
  - 8月23日、渋谷O-EASTにてオーディションライブ『DIAMOND CUP』本選大会出場。同日にシングル『Beginning』発売。
  - 10月、『関東ギターエロス vol.22』にHearts代表として出演（10月5日 新横浜BeLLs，10月12日 本八幡3rd Stage、10月19日 大宮Hearts、10月26日 渋谷DESEO ）[7]。初日の新横浜BeLLsを以ってシングル『待ち人』1,000枚完売。
  - 11月19日、大宮Heartsにて主催イベント『Music Fusion vol.1』開催。同日にシングル「宝物」発売。
  - 12月30日、大宮Heartsにてワンマンライブ「LOVE HOME ③」開催。
- 2007年
  - 4月頃、自主レーベル「夜ふかしれこーず」設立。
  - 5月5日、西川口Hearts（2007年3月に大宮より移転）にて、主催イベント『YKJ Presents & Hearts 8th anniversary こどもなおとなたち』開催。同日にシングル『次世代ヒーロー』発売。
  - 7月21日、西川口Heartsにてワンマンライブ『LOVE HOME④　～真夏のハーモニー～』開催。同日にミニアルバム『色々人生』発売。
  - 8月31日、西川口Heartsにて主催イベント『Music Fusion Vol.2』開催。
  - 12月30日、西川口Heartsにてワンマンライブ『LOVE HOME ⑤』開催
- 2008年
  - 2月16日、日本工学院蒲田校にて無料ワンマンライブ『Clover ～キミとボク、はじまりの音～』開催。200人以上を動員。
  - 2月21日、西川口Heartsにてアコースティックワンマンライブ『LOVE HOME 番外編』開催。
  - 7月、leaf of reasonとの2Daysツーマンライブ『詩魂 ～うただま～』初開催。（7月6日 新横浜BeLLs、7月25日 西川口Hearts）
  - 10月11日、西川口Heartsにて主催イベント『Music Fusion Vol.4』開催。同日に4曲入りシングル『約束』発売。初の全国ツアー『YKJ Tour 2008 約束』開始。埼玉、東京、千葉、神奈川、群馬、宮城、新潟、大阪、愛知、静岡の1都1府8県を巡る。
  - 11月8日、新横浜BeLL'sにてleaf of reasonとのツーマンイベント『詩魂』第2弾開催。同日にスプリットCD「詩魂」発売。
  - 12月3日、渋谷Egg manにて都内初主催イベント『YKJ Tour 2008 約束 ツアーファイナル』開催。
  - 12月30日、西川口Heartsにてワンマンライブ『LOVE HOME ⑥』開催
- 2009年
  - 5月2日、西川口Heartsにてイベント『10th Anniversary Live』出演、スリーマンのトリを務める。翌5月3日、公式サイトにて、7月のワンマンを最後にBa.カズが脱退することを発表。
  - 7月3日、西川口Heartsにてワンマンライブ『LOVE HOME⑦』開催。同日を以ってBa.カズが脱退。3ピースバンドとして最後のライブとなった。2日後の7月5日、新曲「バイバイ」のデモ音源をYouTubeで公開[8]。
  - 8月7日、西川口Heartsにて主催イベント『Easter』開催。アコースティックギター＋カホンの、2ピースアコースティックスタイルで本格再始動。
  - 9月6日、サポートにKey.吹野クワガタ、Ba.タンクボール（from キャラメルパンチ）を迎え入れ、西川口Hearts『PLAIN MUSIC』にフルバンドスタイルで出演。ここからアコースティックとフルバンドの2通りのスタイルでライブ活動を展開していく。
- 2010年
  - 1月19日、新横浜BeLLsでのライブにて、アコースティックギター＋ドラムの編成に初挑戦。
  - 3月1日 - 4月3日、アコースティックギターとドラムで奏でる演奏スタイルを「ACO/STICK」と命名し、新スタイルでのライブツアー『ACO/STICK TOUR』を西川口Heartsより開始。10カ所11公演。以後、アコースティック、フルバンドに加えて、3通りのスタイルでのライブ活動が可能となった。
  - 7月2日、3部作ワンマンライブ第一章『HUMANSIDE ~to find a worthwhile life~』を西川口Heartsにて開催。
  - 8月14日、新横浜BeLLsのオールナイトイベントに出演。BeLLsにレギュラー出演するバンドからAB型のメンバーばかりを集めた新バンド「ab bank」[※ 1]にシュウゴが参加、こちらも同イベントに初出演。
  - 10月11日、3部作ワンマンライブ第二章『LOVEINGNESS ~to lead a worthwhile life~』を西川口Heartsにて開催。同日、ライブDVD『HUMANSIDE』発売。
- 2011年
  - 1月8日、3部作ワンマンライブ第三章『SYMPATHY ~to connect with a worth while life~』を西川口Heartsにて開催。同日、ライブDVD『LOVEINGNESS』発売。
  - 3月23日、西川口Heartsにて、OTODAMA×Hearts presents『OTODAMA ROCKS!』出演。3月11日の東日本大震災を受け作成した新曲「太陽が待ってる」を初披露[9]。
  - 7月8日、1stアルバム『FIRST』発売。初めての全国流通となる[10]。それに先駆け、7月2日に西川口Heartsにて先行発売イベントを開催。発売日翌日の7月9日には大宮アルシェ1Fステージでインストアイベントに出演。『YKJ TOUR 2011″FIRST”』をスタート、全国28公演を行う。
  - 12月11日、西川口Heartsにて、ワンマンライブ『太陽が待ってる』開催。
- 2012年
  - 6月14日、初めてアコースティックギター＋ドラムと唄のみでレコーディングしたCD『YKJ ACO/STICK 1』を発売。『YKJ Tour 2012 ACO/STICK』をスタート、全国19公演を行う。
  - 7月10日、渋谷O-EASTにて、イベント『PRODUCERS』に西川口Hearts代表として出演。
  - 8月4日、ヤスジが喉にポリープを発症したため、川口たたら祭りバザールステージの出演をキャンセル。医師の診断の結果、手術の必要はなし。投薬治療を受けながら翌日よりライブ活動を再開した。
  - 9月22日、新横浜BeLLsにて、横浜では初となるワンマンライブ『収穫祭〜横浜編〜』開催。同日、ライブDVD&Blu-ray『YKJ Tour ACO/STICK』発売。
- 2013年
  - 8月2日、蕨ケーブルビジョン ウィンクにて、YKJ初のレギュラーTV番組『VOICE』放送開始。
  - 11月29日、西川口Heartsにて、ワンマンライブ『僕らの歩いた10年』を開催。同日、ミニアルバム『1.5』を発売。1曲目に収録されている「僕時代」は、レコーディング1週間前に出来上がった[2]。
- 2014年
  - 3月30日、西川口Heartsにて、『YKJ 10th ANNIVERSARY Live～太陽と月～』開催。昼の部はワンマンライブを、夜の部は主催ライブを行った。同日、ライブDVD 『僕らの歩いた10年』を発売。
  - 5月18日、西川口Hearts15周年のイベントとして、染谷俊とのツーマンライブ『いのちのうた』開催。同日、ミニアルバム『datebook』発売。本ミニアルバムのタイトルは、今現在のこと、若い頃のことを記憶に残す備忘録という意味を込めて付けられた[11]。
  - 9月21日、岩室温泉 いわむろやにて、『いわむロックFESTIVAL2014』出演。このフェスでの経験が、アルバム『second world』収録の楽曲「輝く世界」の元となった[4]。
- 2015年
  - 2月25日、渋谷CLUB QUATTROにて、イベント『ライブハウスとマスターピース』に西川口Hearts代表として出演。同日、フルアルバム『second world』を発売。
  - 3月25日より開催の第7回沖縄国際映画祭 TV DIRECTOR’S MOVIE部門出品作『田沼旅館の奇跡』[※ 2]主題歌に、YKJの「あいたいひと」が採用される。同映画は10月16日開催の京都国際映画祭でも上映された。
  - 11月3日、下北沢440にて、『YKJ WORLD TOUR 2015 ~君がくれたもの~』ツアーファイナルワンマンを開催。昼夜2公演。
  - 12月5日より、池袋シネマ・ロサほか全国6ヶ所の劇場にて映画『田沼旅館の奇跡』が上映。主題歌の「あいたいひと」が同時期にファミリーマート店内放送「ファミラジ」の番組内にて1週間流れた。
  - 12月13日、西川口Heartsにて、『YKJ WORLD TOUR 2015追加公演ワンマンライブ 〜輝く世界〜』開催。
- 2016年
  - 3月25日、シュウゴがKiroroのバックバンドのドラマーとして、テレビ朝日『ミュージックステーション』に出演。
  - 6月26日、大阪市福島区のカフェVelvet Virgoにて、ワンマンライブ『YKJ cafe』開催。以後、同店にてカフェワンマンをシリーズ化し、不定期開催する。
  - 8月9日、渋谷CLUB QUATTROにて、イベント『ライブハウスとマスターピース｢マスターズSP!!｣』に西川口Hearts代表として出演[12]。
  - 9月6日、DAMより「あいたいひと」「君に届け」「僕時代」の3曲がカラオケ配信開始[13]。
  - 10月5日、西川口Hearts&大塚Hearts+ コンピレーションアルバム『Heartsful Compilation 2』発売。YKJは「何でも頑張る君が好き」で参加[14]。
  - 12月23日、西川口Heartsにてワンマンライブ『何でも頑張るYKJが好き』開催。同日、シングル「23.4°」をリリース。
- 2017年
  - 11月5日、西川口Heartsにてワンマンライブ『月に吠える犬』開催。同日、シングル「ACO/STICK Ⅱ」をリリース。
  - 12月2日、西川口Heartsにて主催イベント『魂Fes2017 〜YKJ 14th Anniversary〜』を開催。総勢14組が出演した[※ 3]。
- 2018年
  - 6月3日、岩室温泉 いわむろや 伝承館にて、新潟では初のワンマンライブ『YKJ新潟10周年記念ワンマンライブ「輝く世界」』を無料開催（特典付き優先入場チケットは有料）。
  - 10月25日、SHOWROOMにてWeb配信番組『YKJ Online Garage』開始[15]。
  - 12月24日、新潟GOLDEN PIGS BLACKにて、『YKJ 15th Anniversary ワンマンライブ-新潟編-』開催。
- 2019年
  - 5月31日、西川口Heartsにて『YKJ15周年×Hearts20周年 YKJ 360°ワンマンライブ「ACO/STICK」』開催。フロア中央にステージを特設、それを取り囲むように客席が配置された。
  - 8月10日、若生ヤスジのマンスリーソロワンマンライブ『ヤスジの素』開始。蕨市のイタリア食堂Pesca.Laおよび新潟市のカフェChillin' mamaの2会場で毎月開催[※ 4]。
  - 10月30日、京橋Arcにて、大阪のライブハウスでは初のワンマンライブ『YKJ 15th Anniversary ワンマンライブ-大阪編-』開催。
- 2020年
  - 4月11日、新型コロナウイルス感染症の流行により、ライブハウス等有観客での公演が難しくなる中、YouTube Liveにて配信によるライブ活動を開始。
  - 4月16日、鴻巣フラワーラジオ(FM 76.7MHz)にて、ヤスジのレギュラー番組『YKJヤスジの music novel』放送開始。
  - 5月26日、西川口Heartsにて、『Hearts 21th Anniversary YKJ×Hearts×Voice 360°ワンマンライブ』をオンライン・無観客で開催。
  - 7月23日、 新潟GOLDEN PIGS REDにて、『YKJ×新潟 2Days LIVE「あいたい新潟2020」』の1日目となるワンマンライブをオンライン・無観客で開催。翌7月24日は、岩室温泉 いわむろやより、ストリートライブを配信。
  - 10月24日、京橋Arcにて、『-YKJ×大阪2Days LIVE 「春には」-』の1日目となるワンマンライブをオンライン・無観客で開催。翌10月25日は、カフェVelvet Virgoより店内ライブを配信。
  - 12月21日、Velvet Virgoにてオンラインディナーショーを開催。
- 2021年
  - 1月17日より、TeNYテレビ新潟『新潟1番サンデープラス』内のコーナー「スマイルハンターやすし」のテーマソングに、「スマイルハンター」が起用される。
  - 1月31日の配信ライブより、未音源化の楽曲を配信中にレコーディングする新企画『ZAICO/REC』がスタート。
  - 2月14日、Velvet Virgoにてオンラインディナーショーを開催。
  - 4月2日、西川口Heartsにて、『YKJ配信ワンマンライブ2021 ~君が待ってる、僕が待ってる~』をオンライン・無観客で開催。
  - 9月26日、YKJ TOUR 2021〜ラブソングは世界を救う〜 新潟編を、海カフェ ネフにて有観客開催、YouTubeで同時配信。
  - 10月、埼玉県産米『彩のきずな』PRソングを担当 [16]。
  - 10月24日、YKJ TOUR 2021〜ラブソングは世界を救う〜 大阪編を、Velvet Virgoにて有観客開催、YouTubeで同時配信。
  - 11月27日、YKJ TOUR 2021〜ラブソングは世界を救う〜 埼玉編を、イタリア食堂ぺスカーラにて有観客開催、YouTubeで同時配信。
- 2022年
  - 6月、カラオケバーだった物件を借りて、DIYでプライベートスタジオに改造するプロジェクトを開始[17]。スタジオ名は、「スタジオブリッジサイド」と命名。
  - 7月2日新横浜LiTにて開催の『ウタノチカラ』より、ライブハウスの有観客ライブに出演を再開。
  - 10月20日より、TeNYテレビ新潟『夕方ワイド新潟一番』内のコーナー「ラーメンの旅DX」のテーマソングに楽曲が起用される。
  - 11月、プライベートスタジオ「スタジオブリッジサイド」が、配信用スタジオとして稼働開始。
  - 12月23日、シュウゴが後藤真希のバックバンドのドラマーとして、テレビ朝日『ミュージックステーション』に2度目の出演。

## ディスコグラフィー

### 音源作品
| 形態                                               | リリース              | タイトル                                                            | 収録曲 | 規格品番 | 発売元            |
| -------------------------------------------------- | --------------------- | ------------------------------------------------------------------- | --- | -------- | ----------------- |
| CDシングル                                         | 2004年3月31日         | 小さなアクマ                                                        | 1. 小さなアクマ 2. あの頃のように 3. 旅立ち 4. 結論 | -        | -                 |
| CD                                                 | 不明                  | Present                                                             | 1. Present | -        | -                 |
| CDシングル                                         | 2005年9月22日         | 待ち人                                                              | 1. 待ち人 2. 素直のチカラ 3. ベ・テ・ラ・ン 4. 不動の結晶 | -        | -                 |
| CDシングル                                         | 2006年8月23日         | Beginning                                                           | 1. Beginning 2. エンドロール(Plugless Ver.) | -        | -                 |
| CDシングル                                         | 2006年11月19日        | 宝物                                                                | 1. 宝物 2. 素直のチカラ(Plugless Ver.) 3. Bonus Track | -        | -                 |
| CDシングル                                         | 2007年5月5日          | 次世代ヒーロー                                                      | 1. 次世代ヒーロー 2. Priceless life(Plugless Ver.) | YKR-1005 | 夜ふかしれこーず  |
| ミニアルバム                                       | 2007年7月21日         | 色々人生                                                            | 1. 手伝って 2. 次世代ヒーロー 3. 明日の風 4. 恋色カシス 5. I'm You | YKR-1006 | 夜ふかしれこーず  |
| ライブミニアルバム                                 | 2007年12月30日        | Live in Hearts '07(Live CD)                                         | 1. 手伝って 2. G3 3. レクイエムと賛美歌を 4. 宝物 | YKR-1007 | 夜ふかしれこーず  |
| ライブミニアルバム                                 | 不明                  | Live in Hearts 07.12.30(Live CD)                                    | 1. GAME 2. かぜっぴきの魔法 3. 悲しみに染められたなら 4. ストレートライフ | YKR-1008 | 夜ふかしれこーず  |
| ライブミニアルバム                                 | 2008年8月22日         | Acoustic Live mini Album                                            | 1. 愛有りき暮らし 2. あの頃のように 3. 素直のチカラ 4. Beautiful world 5. エンドロール 6. Bonus Track? | YKR-1009 | 夜ふかしれこーず  |
| CDシングル                                         | 2008年10月11日        | 約束                                                                | 1. 約束 2. 君といれば 3. humming 4. 月灯りの夜の事 | YKR-1010 | 夜ふかしれこーず  |
| ライブミニアルバム                                 | 2009年7月3日          | LOVE HOME ⑥ 2008.12.30 in Hearts                                    | 1. Love fighter→G3 2. humming 3. すべては明日へ!! 4. 月灯りの夜の事 | YKR-1013 | 夜ふかしれこーず  |
| CDシングル                                         | 2009年12月30日        | バイバイ                                                            | 1. バイバイ 2. ベ・テ・ラ・ン 3. Stay with me 4. Bounus Track（ベ・テ・ラ・ン2） | YKR-1015 | 夜ふかしれこーず  |
| ライブミニアルバム                                 | 2009年12月30日        | YKJ LIVE in Hearts '09                                              | 1. 約束 2. 手伝って 3. Stay with me | YKR-1016 | 夜ふかしれこーず  |
| アルバム                                           | 2011年7月8日          | FIRST                                                               | 1. 約束 2. 手伝って 3. 僕の大空 4. バイバイ 5. 涙の虹 6. プライド 7. 愛の言葉 8. 「17」 9. Sympathy | RSR-1040 | Red Shoes Records |
| デモCD                                             | 2011年12月11日        | YKJ ACO/STICK 0                                                     | 1. ただ、それだけ 2. YKJ対談 | YKR-1022 | 夜ふかしれこーず  |
| ミニアルバム                                       | 2012年6月14日         | YKJ ACO/STICK 1                                                     | 1. G3 2. はじめの一歩 3. 点と線 4. ただ、それだけ | YKR-1022 | 夜ふかしれこーず  |
| ミニアルバム                                       | 2013年11月29日        | 1.5                                                                 | 1. 僕時代 2. 最愛 3. ロマンチック 4. 太陽が待ってる(ACO/STICK) | YKR-1025 | 夜ふかしれこーず  |
| ミニアルバム                                       | 2014年5月18日         | datebook                                                            | 1. 君がくれたもの 2. 君に届け 3. 何回も何回も 4. ロンリネスフリーダム(ACO/STICK) | YKR-1028 | 夜ふかしれこーず  |
| 配信シングル                                       | 2014年10月19日        | あいたいひと                                                        | 1. あいたいひと | -        | 夜ふかしれこーず  |
| アルバム                                           | 2015年2月25日         | second world                                                        | 1. 君に届け 2. 僕時代 3. あいたいひと 4. カウント10 5. スカイツリー 6. answer? 7. YES YES 8. 宝物 9. Priceless life 10. I don’t know 11. 【超拡散】 12. 最愛(Acoustic Ver.) 13. 君がくれたもの 14. 輝く世界 | YKR-1029 | 夜ふかしれこーず  |
| TSUTAYAレンタル限定シングル ※2019年5月一般発売開始 | 2015年4月20日         | あいたいひと                                                        | 1. あいたいひと 2. 君に届け 3. あいたいひと(Instrumental) | YKR-1030 | 夜ふかしれこーず  |
| CDシングル                                         | 2016年12月23日        | 23.4°                                                               | 1. 未来 2. 何でも頑張る君が好き 3. 自転車 | YKR-1031 | 夜ふかしれこーず  |
| CDシングル                                         | 初回版 2017年11月5日  | ACO/STICK Ⅱ                                                         | 1. my life my dream 2. 未知なる君よ、はるかな君よ | YKR-1032 | 夜ふかしれこーず  |
| CDシングル                                         | 通常版 2018年11月20日 | ACO/STICK Ⅱ                                                         | 1. my life my dream 2. 未知なる君よ、はるかな君よ | YKR-1035 | 夜ふかしれこーず  |
| 特典デモCD                                         | 2018年6月3日          | 輝く世界                                                            | 1. 輝く世界 ※アルバムVer.とは歌詞が異なる。 | YKR-1033 | 夜ふかしれこーず  |
| デモCD                                             | 2018年7月23日         | 幸せなランチ                                                        | 1. 幸せなランチ | YKR-1034 | 夜ふかしれこーず  |
| デモCD(ガチャガチャ景品)                           | 不明                  | YKJ Online Garage #1                                                | 1. もっともっと | -        | 夜ふかしれこーず  |
| デモCD(ガチャガチャ景品)                           | 不明                  | YKJ Online Garage #2                                                | 1. ストレートライフ | -        | 夜ふかしれこーず  |
| CDシングル                                         | 2019年10月19日        | 奇跡 / つなぐもの                                                   | 1. 奇跡 2. つなぐもの | YKR-1033 | 夜ふかしれこーず  |
| 配信/カセットシングル                              | 2019年12月6日         | ライトユーザー                                                      | 1. ライトユーザー | YKR-1034 | 夜ふかしれこーず  |
| 特典デモCD                                         | 2020年5月             | Online ACO/STICK Rec 春には                                         | 1. 春には(YouTube LiveレコーディングVer) 2. Yasuji Cooking 3. 点と線(Live at Hearts 2020.5.26) | -        | 夜ふかしれこーず  |
| 特典CD                                             | 2021年1月             | Online ACO/STICK Live 2020→2021 COUNT DOWN Rare Songs Collection #1 | （収録曲非公表） | -        | 夜ふかしれこーず  |
| 特典CD                                             | 2021年2月             | YKJ×Velvet Virgo Special Valentine Dinner Show                      | 1. 幸せなランチ-バラードVer. | -        | 夜ふかしれこーず  |
| 特典音源(CD/データ)                                | 2021年2月             | YKJ ZAICO/REC #1                                                    | 1. 夜を越えて | -        | 夜ふかしれこーず  |
| 特典音源(CD/データ)                                | 2021年3月             | YKJ ZAICO/REC #2                                                    | 1. VOICE | -        | 夜ふかしれこーず  |
| 特典音源(CD/データ)                                | 2021年4月             | YKJ ZAICO/REC #3                                                    | 1. 夢追い人 | -        | 夜ふかしれこーず  |
| 特典音源(CD/データ)                                | 2021年4月             | YKJ ZAICO/REC #4                                                    | 1. 世界に二人だけ | -        | 夜ふかしれこーず  |
| 特典音源(CD/データ)                                | 2021年5月             | YKJ ZAICO/REC #5                                                    | 1. GAME ~人生という名の舞台~ | -        | 夜ふかしれこーず  |
| 特典音源(CD/データ)                                | 2021年6月             | YKJ ZAICO/REC #6                                                    | 1. それぞれの愛のかたち | -        | 夜ふかしれこーず  |
| 特典音源(CD/データ)                                | 2021年7月             | YKJ ZAICO/REC #7                                                    | 1. ひとりじゃない | -        | 夜ふかしれこーず  |
| 特典音源(CD/データ)                                | 2021年7月             | YKJ ZAICO/REC #8                                                    | 1. 命 | -        | 夜ふかしれこーず  |
| 特典音源(CD/データ)                                | 2021年8月             | YKJ ZAICO/REC #9                                                    | 1. 君に聴いて欲しい僕が語る人生観 | -        | 夜ふかしれこーず  |
| 特典音源(CD/データ)                                | 2021年8月             | YKJ ZAICO/REC #10                                                   | 1. 恋花火2 | -        | 夜ふかしれこーず  |
| 特典音源(CD/データ)                                | 2021年9月             | YKJ ZAICO/REC #11                                                   | 1. ホームシック | -        | 夜ふかしれこーず  |
| 特典音源(CD/データ)                                | 2021年9月             | YKJ ZAICO/REC #12                                                   | 1. まっすぐ | -        | 夜ふかしれこーず  |
| 特典音源(CD/データ)                                | 2021年11月            | YKJ ZAICO/REC #14                                                   | 1. 好きだよ。 | -        | 夜ふかしれこーず  |
| 特典音源(データ)                                   | 2021年11月            | YKJ TOUR 2021 支援200%達成リターン 『ありきたりな言葉』             | 1. ありきたりな言葉 | -        | 夜ふかしれこーず  |
| 特典音源(CD/データ)                                | 2022年1月             | YKJ ZAICO/REC #13                                                   | 1. 光 | -        | 夜ふかしれこーず  |
| 特典音源(CD/データ)                                | 2022年1月             | YKJ ZAICO/REC #15                                                   | 1. 愛有りき暮らし | -        | 夜ふかしれこーず  |
| 特典音源(CD/データ)                                | 2022年1月             | YKJ ZAICO/REC #16                                                   | 1. 優しい季節 2. I don't know (Acoustic Ver.) | -        | 夜ふかしれこーず  |
| 特典音源(CD/データ)                                | 2022年1月             | YKJ ZAICO/REC #17                                                   | 1. HASHIRU | -        | 夜ふかしれこーず  |
| 特典音源(CD/データ)                                | 2022年2月             | YKJ Online 2MAN LIVE vs 若生ヤスジ                                  | 1. 光の射す道 / YKJ 2. 鮭 / 若生ヤスジ 3. プライド / YKJ | -        | 夜ふかしれこーず  |
| 特典CD                                             | 2022年3月             | YKJ TOUR 2021〜ラブソングは世界を救う〜 新潟編                      | 1. 鴎 2. ネフのうた 3. 僕の大空 | -        | 夜ふかしれこーず  |
| 特典CD                                             | 2022年3月             | YKJ TOUR 2021〜ラブソングは世界を救う〜 大阪編                      | 1. チョコレート 2. ハートに届いたら 3. aroma | -        | 夜ふかしれこーず  |
| 特典CD                                             | 2022年3月             | YKJ TOUR 2021〜ラブソングは世界を救う〜 埼玉編                      | 1. 蕨のうた 2. ペスカーラのうた 3. 自転車 ~蕨Ver.~ | -        | 夜ふかしれこーず  |
| CD                                                 | 2022年3月             | ラブソングは世界を救う / なんだったっけ                             | 1. ラブソングは世界を救う 2. なんだったっけ | -        | 夜ふかしれこーず  |
| 特典音源(CD/データ)                                | 2022年3月             | YKJ ZAICO/REC #18                                                   | 1. アイノウ 2. Beautiful world(ボーナストラック) | -        | 夜ふかしれこーず  |
| 特典音源(CD/データ)                                | 2022年4月             | YKJ ZAICO/REC #19                                                   | 1. レクイエムと讃美歌を | -        | 夜ふかしれこーず  |
| 特典音源(CD/データ)                                | 2022年4月             | YKJ ZAICO/REC #20                                                   | 1. Love Fighter 2. 【超拡散】(ボーナストラック) 3. ロンリネスフリーダム(ボーナストラック) 4. スカイツリー(ボーナストラック)                                                                                 | -        | 夜ふかしれこーず  |
| 特典音源(CD/データ)                                | 2022年4月             | YKJ ZAICO/REC #21                                                   | 1. Birthday Night | -        | 夜ふかしれこーず  |
| 特典音源(CD/データ)                                | 2022年6月             | YKJ ZAICO/REC #22                                                   | 1. 風任せ 僕任せ 2. 悲しみに染められたなら(ボーナストラック) | -        | 夜ふかしれこーず  |
| 特典音源(CD/データ)                                | 2022年7月             | YKJ ZAICO/REC #23                                                   | 1. 気まぐれ傘 | -        | 夜ふかしれこーず  |
| 特典音源(CD/データ)                                | 2022年9月             | YKJ ZAICO/REC #24                                                   | 1. 月が出てるよ | -        | 夜ふかしれこーず  |
| 特典音源(CD/データ)                                | 2022年12月            | YKJ ZAICO/REC #25                                                   | 1. 都会が歌うメロディー 2. ナミダヲフイテ(ボーナストラック) | -        | 夜ふかしれこーず  |
| 特典音源(CD/データ)                                | 2023年1月             | YKJ ZAICO/REC #26                                                   | 1. ハシレール 2. 小さなアクマ | -        | 夜ふかしれこーず  |
| 特典音源(CD/データ)                                | 2023年1月             | YKJ ZAICO/REC #27                                                   | 1. モノクロ 2. 「ラーメンの旅DX」テーマソング(ボーナストラック) | -        | 夜ふかしれこーず  |

### 映像作品
| 形態        | リリース       | タイトル                                                                | 収録内容 | 規格品番 | 発売元           |
| ----------- | -------------- | ----------------------------------------------------------------------- | --- | -------- | ---------------- |
| DVD         | 不明           | YKJ LIVE DVD                                                            | 1. 待ち人 2. Present ※メンバーのコメント入り | -        | -                |
| DVD         | 不明           | YKJ LIVE DVD Vol.2                                                      | 1. 宝物 2. 素直のチカラ | -        | -                |
| DVD         | 2009年6月5日   | YKJ Live dvd Vol.3                                                      | 1. 手伝って 2. 君といれば 3. 約束 4. Voice | YKR-1012 | 夜ふかしれこーず |
| DVD         | 2009年8月7日   | YKJ Live documentary dvd LOVE HOME ⑦ 2009.7.3 in Hearts                 | 3ピースラストライブのドキュメンタリー。 ※受注限定生産 | YKR-1014 | 夜ふかしれこーず |
| DVD         | 2010年7月2日   | YKJ TOUR ACO/STICK LIVE DVD                                             | 1. 約束 2. ベ・テ・ラ・ン 3. Priceless life 4. バイバイ 5. ひとりじゃない | YKR-1017 | 夜ふかしれこーず |
| DVD         | 2010年10月11日 | LIVE DVD「HUMANSIDE」                                                   | 1. 不動の結晶 2. G3 3. バイバイ 4. 夜を越えて 5. 手伝って | YKR-1018 | 夜ふかしれこーず |
| DVD         | 2011年1月8日   | LIVE DVD 「LOVEINGNESS」                                                | 1. 素直のチカラ 2. ベ・テ・ラ・ン 3. 君といれば 4. 愛の言葉 5. もっともっと | YKR-1019 | 夜ふかしれこーず |
| DVD         | 2011年7月9日   | Sympathy ライブドキュメンタリーDVD                                      | ワンマンライブ三部作の最終日の1日をドキュメントとして映像化。 | YKR-1020 | 夜ふかしれこーず |
| DVD         | 2011年9月9日   | YKJ Live Tour 2011 FIRST「僕の大空」                                    | 1. 僕の大空 | YKR-1021 | 夜ふかしれこーず |
| DVD/Blu-ray | 2012年9月22日  | YKJ Tour ACO/STICK 2012.7.10 SHIBUYA O-East                             | 1. G3 2. はじめの一歩 3. 点と線 4. YES YES | YKR-1023 | 夜ふかしれこーず |
| DVD         | 2013年11月2日  | YKJ MOVIE CRIP 2013                                                     | 2013年のライブ告知やライブOPムービーのクリップ集。 20クリップ入り。 | YKR-1024 | 夜ふかしれこーず |
| DVD         | 2014年3月30日  | YKJワンマンライブ 〜僕らの歩いた10年〜                                  | 1. 点と線 2. G3 3. 何回も何回も 4. I don't know 5. 僕の大空 6. Priceless life 7. I'm You 8. Sympathy 9. Message(with工藤慎太郎） 10. Begenning 11. 素直のチカラ 12. 愛の言葉 13. 約束 14. もっともっと 15. 最愛 16. 僕時代 17. 宝物 18. ロマンチック 19. 太陽が待ってる                 | YKR-1026 | 夜ふかしれこーず |
| 特典DVD     | 2014年3月30日  | YKJワンマンライブ 〜僕らの歩いた10年〜 リクエストアコースティックライブ | 1. MC 1 2. 小さなアクマ 3. MC 2 4. ベテラン 5. MC 3 6. ひとりじゃない | YKR-1027 | 夜ふかしれこーず |
| DVD         | 2016年5月1日   | YKJ WORLD TOUR 2015 追加公演ワンマンライブ 輝く世界                     | 1. answer? 2. YES YES 3. カウント10 4. G3 5. I don't know 6. priceless life 7. スカイツリー 8. あいたいひと 9. アイノウ 10. 恋色カシス 11. 世界に2人だけ 12. 素直のチカラ 13. 【超拡散】 14. 君に届け 15. 宝物 16. 僕時代 17. 輝く世界 18. 点と線 19. 太陽が待ってる 20. 君がくれたもの | YKR-1030 | 夜ふかしれこーず |

### 参加作品
| 概要                                                | リリース       | タイトル                               | 収録曲                                                              | 規格品番   | 発売元               |
| --------------------------------------------------- | -------------- | -------------------------------------- | ------------------------------------------------------------------- | ---------- | -------------------- |
| オールナイトニッポン 有楽町音楽室 配信音源          | 2006年6月      | 有楽町音楽室2006 6月号                 | （7曲目）Only Now （8曲目）Beginning                                | -          | ニッポン放送         |
| 大関東ギターエロスコンピ                            | 2007年11月18日 | 大関東ギターエロスコンピレーション     | （6曲目）Humming                                                    | 不明       | 不明                 |
| オムニバスCD                                        | 2008年8月27日  | 神南丘オムニバス＜タワーレコード限定＞ | （3曲目）悲しみに染められたなら                                     | XQDF-91008 | 神南丘レコード       |
| ツーマンライブ『詩魂』スプリットCD                  | 2008年11月8日  | 詩魂                                   | 1. 詩魂のうた/詩魂BAND 2. 僕らのルール/leaf of reason 3. 涙の虹/YKJ | UTDM-1001  | 詩魂                 |
| 埼玉デモクラシーvol.1無料配布コンピレーションCD     | 2009年1月      | 埼玉デモクラシー vol.1（disk1,2)       | （disk2 11曲目）約束                                                | -          | Live House Hearts    |
| 新横浜BeLL'sコンピレーションアルバム                | 2009年5月5日   | RED GROOVE TV 3                        | （7曲目）アイノウ                                                   | RSR-1034   | Red Shoes Records    |
| 埼玉デモクラシーvol.2無料配布コンピレーションCD     | 2009年5月      | 埼玉デモクラシー disk 3                | （2曲目）VOICE                                                      | -          | Live House Hearts    |
| 埼玉デモクラシーvol.3無料配布コンピレーションCD     | 2010年5月      | 埼玉デモクラシー disk 4                | （13曲目）ひとりじゃない                                            | -          | Live House Hearts    |
| 新横浜BeLL's15周年記念コンピレーションCD            | 2012年5月4日   | 15×2～Double Feature～                 | （2曲目）約束                                                       | RSR-1042   | Red Shoes Records    |
| YKJ×染谷俊 ツーマンライブ「いのちのうた」来場特典CD | 2015年7月12日  | いのちのうた                           | 1. いのちのうた(2014.5.18 Live at 西川口Hearts)/YKJ×染谷俊          | -          | -                    |
| いわむロック2015無料配布コンピレーションCD          | 2015年7月15日  | いわむロックFESTIVAL 2015              | （1曲目）君に届け                                                   | -          | MUSICDROP            |
| いわむロック2016無料配布コンピレーションCD          | 2016年8月10日  | いわむロックFESTIVAL 2016              | （11曲目）輝く世界                                                  | -          | MUSICDROP            |
| 西川口Hearts&大塚Hearts+ コンピレーションCD         | 2016年10月5日  | Heartsful Compilation 2                | （2曲目）何でも頑張る君が好き                                       | NPCH-0002  | ネオポンチョレコード |
| いわむロック2017無料配布コンピレーションCD          | 2017年8月10日  | いわむロックFESTIVAL 2017              | （8曲目）自転車                                                     | -          | MUSICDROP            |

### 音源未収録曲
- bye bye
- Call my name
- LaLaLa
- LOVE IS ALL
- Number
- ONE COLOR
- SOKKURISAN
- 愛のために君のために
- うれし涙

- 恩返し
- 感情をDON!!
- 君くらい
- 君だけを見ていたい
- グーでGood day
- 恋花火
- 恋泥棒
- 幸福
- これから

- 素晴らしきは今
- スマイルハンター
- 火をつけろ！
- ほんとのこと
- もっとそっと
- やる時はやる
- ライダー
- 10秒
- 楽しい世界（N.U.との共作）

## レギュラー番組

### テレビ
- 蕨ケーブルビジョン ウインクチャンネル『VOICE』（2013年8月 - ）
- TeNYテレビ新潟『にいがたスター☆プロジェクト ナリアガレ』（2014年12月 - 2015年12月）

### ラジオ
- 横須賀FM･ブルー湘南『YKJ Heart Key Music』（2005年11月 - 2006年3月）
- 鴻巣市フラワーラジオ『YKJヤスジのmusic novel』（2020年4月 - ）

## タイアップ
- あいたいひと：吉本興業・TBS共同制作映画『田沼旅館の奇跡』[19]主題歌（2015年）[20]
- 君に届け：「胎内スキー場」CM＆PR動画BGM （2015年12月）[21]
- 僕時代：「NCC新潟コンピュータ専門学校」 web CM「好きな事は全部やる」編（2016年3月）[22]
- 自転車：蕨ケーブルビジョン ウインク『VOICE』テーマソング（2016年〜）
- 何でも頑張る君が好き：テレビ埼玉『第99回全国高校野球選手権埼玉大会』フィラー曲（2017年7月）
- 未知なる君よ、はるかな君よ：「全国共済かながわ」 映画館CM（2019年9月〜）[23]
- スマイルハンター：TeNYテレビ新潟『新潟1番サンデープラス』内コーナー「スマイルハンターやすし」テーマソング（2021年1月〜）[24]